# Wavin
Wavin – przedsiębiorstwo zajmujące się produkcją różnorodnych systemów instalacyjnych z tworzyw sztucznych. Firma ma swoje oddziały w 25 krajach w Europie i zatrudnia ponad 5500 osób. Jest największą firmą w swojej branży. Od połowy 2012 roku Wavin należy do międzynarodowego koncernu Mexichem, lidera w produkcji systemów rurowych oraz na rynku petrochemicznym w Ameryce Łacińskiej. Nazwa firmy pochodzi od słów WAter (woda) i VINyl chloride (chlorek winylu).
Wavin dostarcza:
- systemy instalacyjne do wody pitnej,
- systemy do grzania i chłodzenia budynków,
- systemy kanalizacyjne do odprowadzania ścieków,
- systemy do zagospodarowania wody deszczowej.

## Historia
Wavin jest obecny w Polsce od 1991 roku wskutek prywatyzacji Fabryki Elementów Wyposażenia Budownictwa "Metalplast"  w Buku. Bukowskie Zakłady Materiałów Budowlanych z Tworzyw Sztucznych zbudowano w latach 1965-1968, a generalnym wykonawcą było Poznańskie Przedsiębiorstwo Budownictwa Przemysłowego Nr 2. Całkowity koszt budowy zakładu przekroczył 62 mln zł. Produkcję uruchomiono 1.04.1968 i wkrótce było to już największe przedsiębiorstwo w Buku z zatrudnieniem prawie 400 pracowników. Na jego potrzeby utworzono wtedy szkołę przyzakładową, która kształciła w zawodzie aparatowy procesów chemicznych o specjalności tworzywa sztuczne. W 1972 nastąpiła zmiana nazwy przedsiębiorstwa na Fabryka Elementów Wyposażenia Budownictwa "Metalplast". Produkowano tutaj głównie rury z PCV, kształtki, uszczelki, a także spłuczki do toalet.
Po prywatyzacji do lipca 2014 roku firma funkcjonowała jako Wavin Metalplast-Buk, a od 1.07.2014 nastąpiła zmiana statusu i nazwy spółki na Wavin Polska S.A.